# Mary Lyschinska

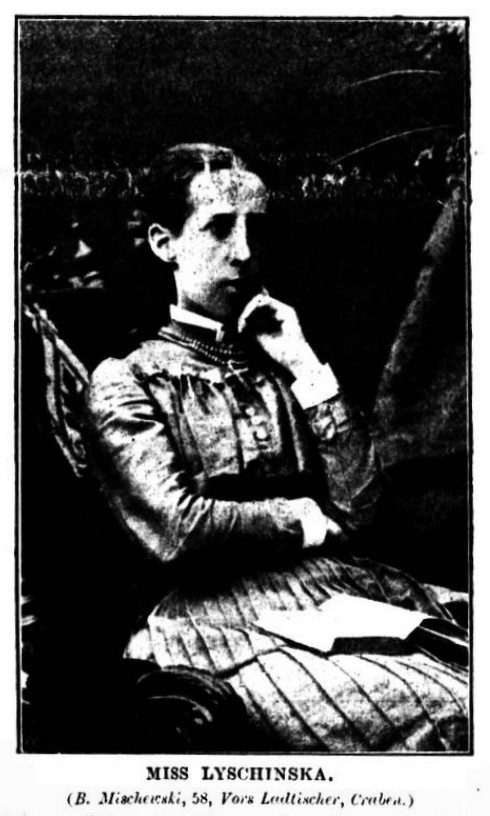
Mary Lyschinska

Mary Lyschinska (eigentlich: Lyschinski; * 11. November 1849 in Edinburgh; † 30. Juli 1937 in Wolfenbüttel) war eine englische Kindergarten- und Fröbelpädagogin.

## Leben und Wirken
Mary Josephine entstammte einer polnischen Adelsfamilie, die in den 1830er Jahren wegen politischer Verfolgung nach Schottland auswanderte. Der Vater war Arzt und führte eine gut gehende Praxis in Edinburgh. Ab 1861 besuchte sie das Mädchenpensionat in Watzum, das von Henriette Breymann gegründet und geleitet wurde. Anschließend absolvierte sie eine Kindergärtnerinnenausbildung am Berliner Pestalozzi-Fröbel-Haus. Folgend übersiedelte Mary Lyschinska (die den letzten Buchstaben ihres Familiennamens in ein a umwandelte) nach Frankreich, wo sie als Privaterzieherin in einer vornehmen Familie tätig war, und schließlich 1879 nach London. In letztgenannter Stadt wirkte sie als Instructor für das englische Kindergartenwesen und setzte sich für die Verbreitung der Fröbelpädagogik ein. In ihrer verantwortlichen Position verurteilte Mary Lyschinska die mechanistische Unterrichtung von Kleinkindern zwischen drei und fünf Jahren, weil diese die Phantasie der Kinder abstumpfen läßt und die rigide Disziplin sowie die großen Klassen jegliche Bewegungsfreiheit zunichte machen. Demgegenüber  hob sie die Bedeutung des kindlichen Spiels als ein unberührtes Heiligtum sowie die heilbringende Wohnstubenkraft des Kindergartens hervor. Für sie war Friedrich Fröbel der Pädagoge, der das Eigenartige der Frauennatur erkannte, nämlich  in das Wesen des Kindes einzudringen, schon seine ersten, schwachen Lebensäußerungen zu pflegen und zu entwickeln. Und weiter:
Diese Befähigung wollte er ausbilden, den mütterlichen Instinkt leiten, die liebende Mutter zur verständnisvollen Erzieherin ihres Kindes machen, damit aus dem ungleichmässigen Naturtriebe konsequentes Handeln sich entwickele, erleuchtet durch die Kenntnis des menschlichen Wesens und insbesondere durch liebevolles Verständnis kindlichen Werdens.
1899 kehrte Mary Lyschinska nach Berlin zurück und führte den Haushalt von Karl Schrader. Zusätzlich unterrichtete sie u. a. Kindergartenpraxis am Pestalozzi-Fröbel-Haus. Nach dem Tod von Karl Schrader lebte sie in Wolfenbüttel. Dort schrieb sie eine Biografie über Henriette Schrader-Breymann und lebte bis zu ihrem Tod im Kreise der Familie Breymann.

## Werke
- The kindergarten principle, its educational value and chief applications. London 1880
- The kindergarten principle. London 1886
- The ethical teaching of Froebel. London 1890
- Der Kindergarten. In: Helene Lange/Gertrud Bäumer (Hrsg.): Handbuch der Frauenbewegung. III. Teil: Der Stand der Frauenbildung in den Kulturländern. Berlin 1902
- Henriette Schrader-Breymann. Ihr Leben aus Briefen und Tagebüchern, zusammengestellt und erläutert von Mary Lyschinska. In zwei Bänden mit 5 Bildern, Berlin 1922